# Grigoriu Ștefănescu
Grigoriu Ștefănescu (uneori Grigore, Gregoriu, n. 10 februarie 1836, Condeești, România – d. 20 februarie 1911, București, România) a fost un  geolog și paleontolog român, explorator, membru titular (1876) al Societății Academice Române. Împreună cu Grigore Cobălcescu, este întemeietorul școlii române de științele pământului (geologie, mineralogie, paleontologie). A fost primul profesor în acest domeniu al Universității din București, a condus lucrările pentru elaborarea primei hărți geologice a României și este descoperitorul unor rămășițe fosile de importanță deosebită.
A absolvit Liceul Sf. Sava din București și a fost student al facultății de științe de la Sorbona (1859-1862). După întoarcerea în România, a fost profesor de științe naturale la liceele Sf. Sava și Matei Basarab (1863) și a scris primul manual de zoologie român (1865).
În anul 1864, printr-un decret al lui Alexandru Ioan Cuza, este înființată Universitatea din București unde Grigoriu Ștefănescu este numit profesor la catedra de geologie, paleontologie și mineralogie în cadrul Facultății de Științe (care avea în toamna lui 1864 șase profesori). Aici a organizat un muzeu de geologie și paleontologie cuprinzând exponate rare, unele aduse din călătoriile sale numeroase. A publicat primul tratat român de geologie, Elemente de Geologie, în anul 1890. Pe măsură ce Universitatea a crescut, din catedra sa s-au despărțit o catedră de mineralogie, condusă de Ludovic Mrazec în anul 1894 și în anul 1905 o catedră de paleontologie, condusă de Sabba Ștefănescu. Catedra de geologie a revenit în 1910, lui Sava Athanasiu.
Grigoriu Ștefănescu a organizat și condus Biroul Geologic, înființat în 1882 la inițiativa sa, cu sarcina de a alcătui harta geologică a României. Rezultat al eforturilor lui și a mai multor geologi, harta la scara 1/200000 a fost terminată în 1898.
În timpul peregrinărilor sale geologice a descoperit o serie de rămășițe de faună și floră fosile din perioadele mezozoic și terțiar, care au făcut obiectul unor lucrări cunoscute. Una din primele sale lucrări se referă la calcarele de numuliți de la Albești, Muscel (1864). Mai târziu (1884) a descoperit in aceeași regiune o specie nouă de echinoid, Conoclypus giganteus.A descoperit o serie de noi specii fosile de plante, prezentate în lucrarea: Flora terțiară a României (1879). Cea mai cunoscută descoperire a sa este însă scheletul unui Deinotherium gigantissimum ,datând din pliocen, in comuna Mânzați, jud. Vaslui (1891). Acesta, în forma reconstruită, are dimensiuni impresionante și este expus la Muzeul „Grigore Antipa” din București. În 1910 a descoperit pe malul Oltului (= Alutus) resturile unei cămile fosile, Camelus alutensis, o specie europeană dispărută care a trăit în perioadele interglaciare cuaternare.
A participat la viața politică, fiind pentru scurtă vreme secretar general în Ministerul Instrucțiunii Publice și rector al Universității. În timpul vieții lui s-a bucurat de o apreciere internațională deosebită, fiind membru al mai multor societăți geologice străine.